# Холокост в Осиповичском районе
Холокост в Осипо́вичском районе — систематическое преследование и уничтожение евреев на территории Осиповичского района Могилёвской области оккупационными властями нацистской Германии и коллаборационистами в 1941—1944 годах во время Второй мировой войны, в рамках политики «Окончательного решения еврейского вопроса» — составная часть Холокоста в Белоруссии и Катастрофы европейского еврейства.

## Геноцид евреев в районе
Осиповичи были заняты немецкими войсками 30 июня 1941 года, а к 2 июля весь Осиповичский район был уже полностью оккупирован и административно стал относиться к зоне армейского тыла группы армий «Центр».
Для осуществления политики геноцида и проведения карательных операций сразу вслед за войсками в район прибыли айнзатцгруппы, зондеркоманды, тайная полевая полиция (ГФП), полиция безопасности и СД, жандармерия и другие карательные подразделения. Во всех крупных деревнях района были созданы районные управы и полицейские гарнизоны из коллаборационистов. Начальником района вначале был Горянин, до войны работавший в Осиповичах в техническом комитете строителей, и арестованный впоследствии за связь с партизанами, после чего Кубе прислал на эту должность некоего Николая Смольского. Начальником полиции района был назначен Французенко, до войны работавший начальником паспортного стола в райотделе милиции Осиповичей.
Одновременно с оккупацией нацисты и их приспешники начали поголовное уничтожение евреев. «Акции» (таким эвфемизмом гитлеровцы называли организованные ими массовые убийства) повторялись множество раз во многих местах. В тех населенных пунктах, где евреев убили не сразу, их содержали в условиях гетто вплоть до полного уничтожения, используя на тяжелых и грязных принудительных работах, от чего многие узники умерли от непосильных нагрузок в условиях постоянного голода и отсутствия медицинской помощи.
За время оккупации практически все евреи Осиповичского района были убиты, а немногие спасшиеся в большинстве воевали впоследствии в партизанских отрядах. Уже в октябре 1942 года секретарь Осиповичского подпольного комитета КП(б)Б Р. Х. Голант в докладной записке на имя секретаря Бобруйского подпольного межрайкома КП(б)Б И. М. Кардовича сообщал, что «По Осиповичскому району всего имеется населения 59 тыс. человек, еврейского населения нет…».

## Гетто
Оккупационные власти под страхом смерти запретили евреям снимать желтые латы или шестиконечные звезды (опознавательные знаки на верхней одежде), выходить из гетто без специального разрешения, менять место проживания и квартиру внутри гетто, ходить по тротуарам, пользоваться общественным транспортом, находиться на территории парков и общественных мест, посещать школы.
Немцы, реализуя нацистскую программу уничтожения евреев, создали на территории района 9 гетто.
- В гетто в Гродзянке (осень 1941 — 4 марта 1942) были убиты более 150 евреев.
- В гетто Дараганово (осень 1941 — май 1942) были замучены и убиты 162 еврея.
- В гетто Елизово (лето 1941 — 21 января 1942) были убиты около 300 евреев.
- В гетто в санатории «Крынки» около деревни Крынка (осень 1941 — 2 апреля 1942) последних ещё живых 84 еврейских ребёнка убили 2 апреля 1942 года.
- В гетто в Лапичах (лето 1941 — весна 1942) были убиты более 150 евреев.
- В гетто в Липене (июль-август 1941) были убиты более 300 евреев.
- В гетто в Осиповичах (июль 1941 — 5 февраля 1942) были убиты не менее 440 евреев.
- В гетто в Свислочи (лето 1941 — осень 1942) были убиты более 1000 евреев.
- В гетто в Ясене[бел.] (лето 1941 — 2 марта 1942) были убиты около 150 евреев.

## Сопротивление
Часть евреев района, сумевших избежать расстрелов и вырваться из гетто, воевала в партизанских отрядах. Например, по воспоминаниям бывшей узницы Осиповичского гетто С. Г. Утевской: «Из-под расстрела трое самых отважных и смелых бежали: это были Хавкин Афроим, Дурец Миша и Файн Яша. Немцы стали стрелять по убегающим. Хавкина Афроима фашистская пуля достала, и он погиб, а молодые 16-летние парни Дурец и Файн убежали в лес. Они попали в партизанский отряд, где пробыли до освобождения».
Некоторые евреи предпочитали покончить с собой, чем давать нацистам и их пособникам возможность издеваться на ними. Например, В. И. Санкович вспоминал: «Моя жена Лариса Сафроновна до войны работала в Осиповичской больнице. Хорошо знала врачей Чернецкого Григория и его жену Фаину. Молодые, ещё не было детей. Они ушли в детский санаторий „Крынка“ с началом войны. Потом подруга жены Ася Дубовик, фельдшер, говорила, что они покончили с собой. Сначала Григорий повесил жену, а потом и сам повесился. Оставили записку: „Лучше умереть стоя, чем жить на коленях“».

## Случаи спасения и «Праведники народов мира»
В Осиповичском районе 8 человек были удостоены почетного звания «Праведник народов мира» от израильского мемориального института «Яд ва-Шем» «в знак глубочайшей признательности за помощь, оказанную еврейскому народу в годы Второй мировой войны»:
- Денисов Алексей — спас Сарру Утевскую в Осиповичах[14][15].
- Лысюк Нина — спасла спасла семью Баршай — Сарру и её детей Бэллу и Михаила в деревне Елизово[12][14][16].
- Метлицкий Федор — спас две еврейские семьи — Басю Моисеевну Стоцкую и Эсфирь Левитину с детьми Меером и Асейв в деревне Остров[14][17].
- Михадюк Лидия и Михаил — спасли Лору и Олю Стоцких в деревне Селец[14][18].
- Ракович Нина и Кирилл — спасли Фаню Семеновну Пик и её дочь Веру (Эру) в деревне Елизово[14][19].
- Стефан Кучинский — спас Гершановичей Леонида и Бориса в деревне Свислочь[20].

## Увековечивание памяти
В районе установлены несколько памятников евреям — жертвам нацистского геноцида: в Гродзянке, Дараганово, Елизово, Крынках, Липене, Осиповичах. Евреям Свислочи и Ясеня памятники стоят на еврейском кладбище Бобруйска. Памятная доска на месте перезахоронения 76 евреев Липеня находится на еврейском кладбище Осиповичей. В школьном музее в деревне Дараганово часть экспозиции посвящена истории Холокоста в Беларуси.
Опубликованы неполные списки убитых в районе евреев.